# Jánisz Tomarász
Jánisz Tomarász, görögül: Γιάννης Τομαράς (1947. március 16. –) válogatott görög labdarúgó, hátvéd.

## Pályafutása

### Klubcsapatban
1968 és 1974 között a Panathinaikósz labdarúgója volt, ahol három bajnoki címet és egy görög kupagyőzelmet ért el az együttessel. Tagja volt az 1970–71-es idényben BEK-döntős csapatnak. 1971. december 15-én az uruguayi Nacional elleni Interkontinentális kupadöntőn súlyos sérülést szenvedett.

### A válogatottban
1970–71-ben három alkalommal szerepelt a görög válogatottban.

## Sikerei, díjai
Panathinaikósz
- Görög bajnokság
  - bajnok (3): 1968–69, 1969–70, 1971–72
- Görög kupa
  - győztes: 1969
- Bajnokcsapatok Európa-kupája (BEK)
  - döntős: 1970–71